# Platycerus hongwonpyoi hongwonpyoi
Platycerus hongwonpyoi hongwonpyoi es una subespecie de coleóptero de la familia Lucanidae.

## Distribución geográfica
Habita en Corea.